# Madame Conrad Bastien
Pour les articles homonymes, voir Maillé et Bastien.
Madame Conrad Bastien, morte le 5 juin 1942 à Montréal, est le nom de plume d'une écrivaine québécoise dont le nom de jeune fille est Cécile Maillé. 
Elle signe plusieurs de ses collaborations à des revues sous le pseudonyme de Miette.

## Biographie
Cécile Maillé est la fille de Jules Maillé, un forgeron, et d'Élodie Rochon. Son frère, Albert Maillé, est un écrivain et journaliste québécois connu sous le pseudonyme d'Albert Dreux. 
Le 3 janvier 1912, Cécile Maillé se marie à Conrad Bastien, un ingénieur civil, dont elle prend le nom. 
Madame Conrad Bastien est parmi les premières collaboratrices de la revue l'Oiseau bleu de la Société Saint-Jean-Baptiste de Montréal (SSJBM), destinée à la jeunesse. Elle y écrit des contes, des nouvelles et des romans feuilletons entre les années 1921 et 1927. Elle collabore également à la Revue Nationale, autre journal de la SSJBM.
Plusieurs de ses collaborations pour la jeunesse sont ensuite publiées par la Librairie Beauchemin.
En 1925, son roman Le Rêve de petit Pierre est parmi les finalistes des ouvrages considérés pour le Prix David.

## Œuvres
- Les Contes merveilleux, Montréal, Librairie Beauchemin limitée, 1926, 124 p. [7]
- Le Rêve de petit Pierre, Montréal, Librairie Beauchemin limitée, 1925, 124 p. [8]
- Pages de vie, Montréal, Librairie Beauchemin limitée, 1926, 119 p.[9]